# Abessinier (kattras)
Abessinier, även kallad aby (kommer troligen efter att EMS-koden för rasen är just ABY), är en kattras med tickad päls.

## Historia
På pyramider och tempel byggda av de gamla egyptierna kan man se katter som liknar abessinierna och det är troligt att det var romarna som tog med sig katten till Europa för första gången. De första katterna som kom till Europa i modern tid kom från Abessinien till England där rasen godkändes 1892. Till Sverige kom den första abessiniern först 1953.

## Utseende
Rasen är en medelstor ras. En vuxen hona väger ca 3 kg och en hane något mer.
Abessinierns päls är tickad, vilket innebär att varje hårstrå är flerfärgat i olika band. Om man tittar på ett enstaka hårstrå så är det randigt med en bottenfärg och sedan med band av mörkare och ljusare färger varvade. Den yttersta spetsen på hårstrået är alltid i en mörkare färg och kallas för tipping. Pälsen är kort och åtta färger är godkända (1992). 
Grundfärgerna med EMS-koder:
- Viltfärgad (ABY n), Rödaktig med mörkare rygg och tydliga teckningar i ansiktet
- Sorrel (ABY o), Rödaktig
- Blå (ABY a), Gråblå
- Fawn (ABY p), Beige

Silverfärgerna med EMS-koder:
- Svartsilver (ABY ns)
- Sorrelsilver (ABY os)
- Blåsilver (ABY as)
- Fawnsilver (ABY ps)

Silverfärgerna har alla silvervitt som bottenfärg. Tickingen är sedan som hos motsvarande grundfärg.
Abessiniern har ett hjärtformat ansikte. Öronen ska vara stora och breda vid basen. Det ska vara bra bredd mellan dem. Ögonen är stora, mandelformade och mycket uttrycksfulla. Ögonfärgen kan vara bärnstensgul, gul eller grön. Markeringar i ansiktet ska vara kontrastrika. Runt ögonen påminner markeringar om en eyeliner. 
De är slanka, smidiga och muskulösa. Kroppen ska vara kort men absolut inte kompakt. Benen är långa och slanka. Bakbenen är i förhållande till andra raser ovanligt höga och medför att de kan hoppa högt. Tassarna är små och ovala.
Abessiniern är agoutitecknad. Det betyder att den från ögonvrån i riktning mot örat har en mörk rand. Ovanför ögonen, i pannan, löper det mörkare fläckar som förenas emellan ögonen. Katten ser ut som om det hade ett M ingraverat i pannan. Från M:et löper sedan färgen över hjässan som förenas så att det ser ut som katten har en liten hätta på sig. Den mörkare färgen ska sedan fortsätta som en rand över hela ryggraden och ut på svansen och avslutas med att svansspetsen är helt enfärgad, som om svanstippen var en pensel som försiktigt doppats i färg.

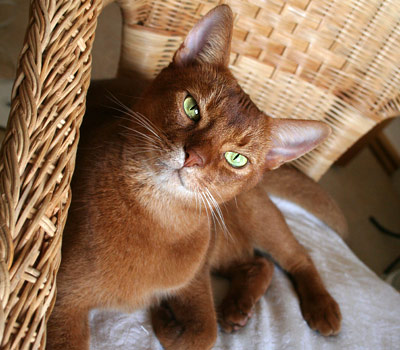
Sorrelfärgad abessinier

## Temperament
Abessiniern är en mycket livlig kattras som är lekfull även i vuxen ålder och som älskar att klättra och busa. Abessiniern är matglad och nyfiken. Abessinier är väldigt sociala och kan lätt tränas till att gå i sele och koppel, sitta på axlar och apportera.
Man kan kalla abbyn för katternas Ferrari. Detta är inte en katt för nybörjaren, en katt som ofta "hänger i gardinerna". Den är otroligt aktiv och nyfiken och ger gärna mycket tillbaka till en husse eller matte som leker och engagerar sig.

## Hälsa
Den ärftliga ögonsjukdomen PRA progressiv retinal atrofi  har varit vanlig bland abessinierna. Men tack vare ett medvetet avelsarbete, har PRA blivit mer och mer sällsynt. Numera finns ett tillförlitligt DNA-test att tillgå – bl. a. från vgl.ucdavis.edu – som kan påvisa om den aktuella genen är skadad eller inte. Man har över tiden använt ögonspegling som en metod att upptäcka sjukdomen när den brutit ut. Ögonspegling görs fortfarande regelbundet på alla avelskatter men har nackdelen att den kan påvisa sjukdomen först när den brutit ut. PRA utgör inget problem idag.
Även den ärftliga sjukdomen PK-brist Pyruvate Kinase Deficiency har varit ett problem i stammen men med noggranna DNA-tester är denna inte längre ett problem.